# Rezerwat przyrody Torfy Orońskie
Torfy Orońskie – torfowiskowy rezerwat przyrody położony na terenie lasów prywatnych Nadleśnictwa Garwolin w lesie należącym do wsi Oronne (oddziały 3 b, h, s) (gmina Maciejowice). Obszar obejmuje las i położony w nim obszar bezleśny przy drodze z Podzamcza do Malamówki. Celem jego powołania jest zachowanie rzadkich i chronionych gatunków roślin, tak leśnych, jak i bagiennych.

## Warunki fizycznogeograficzne
Rezerwat znajduje się na skraju Doliny Środkowej Wisły, przy jej przejściu w Wysoczyznę Żelechowską. 70% obszaru położone jest na glebach hydrogenicznych – bagiennych i murszowych, a reszta na bielicach i glebach brunatnych. Miąższość torfu sięga 1 m.

## Szata roślinna

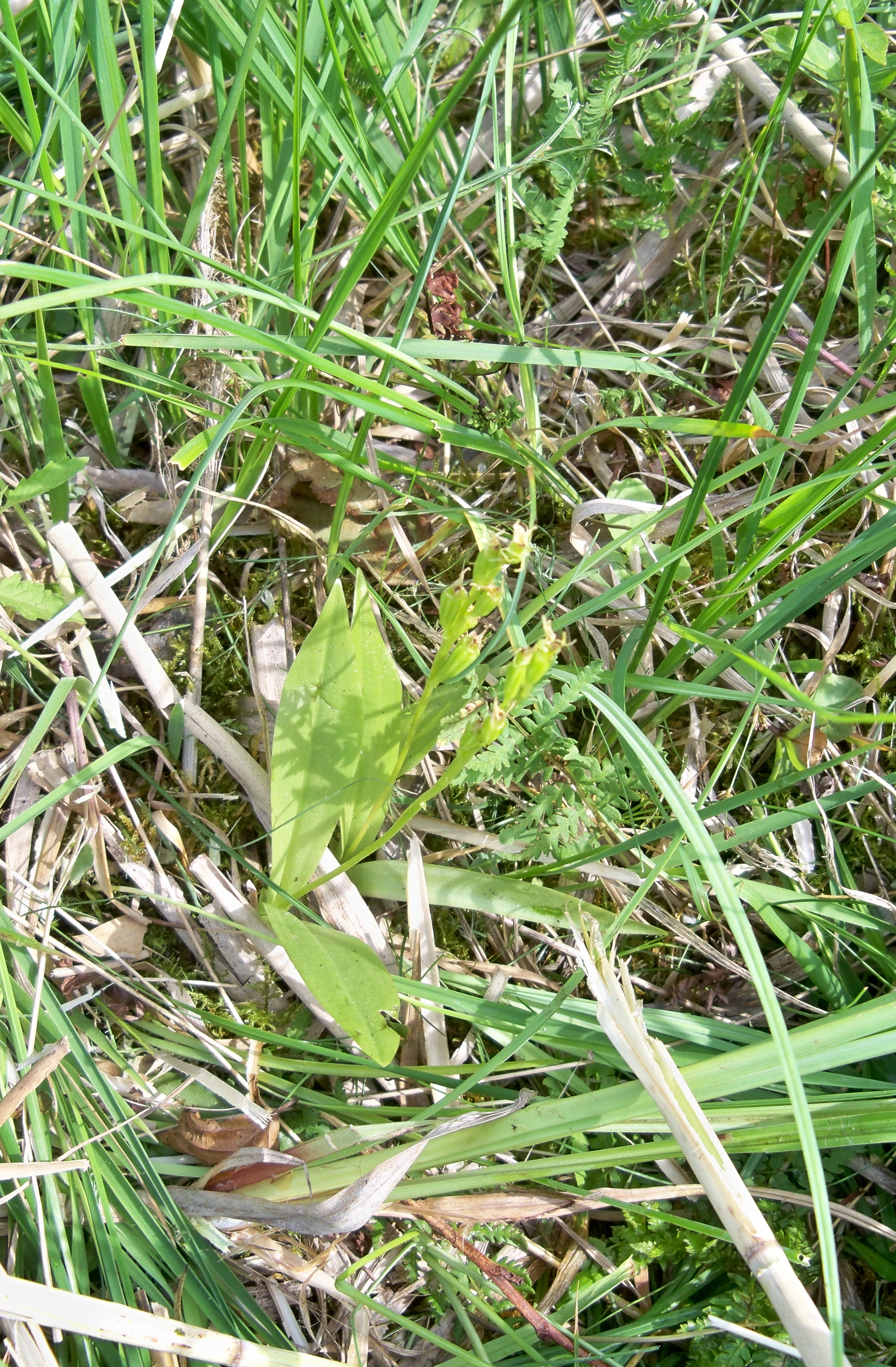
Lipiennik Loesela rosnący w rezerwacie

Znaczną część rezerwatu stanowią podmokłe lasy i zarośla od łozowisk wierzbowych Salicetum pentandro-cinereae i dwóch postaci olsu – torfowcowego i porzeczkowego po łęg jesionowo-olszowy, który podmokły jest jedynie w okresie roztopów. Nieco mniejszą część stanowią lasy i bory świeże – grąd subkontynentalny, bór mieszany świeży w odmianie kontynentalnej Querco roboris-Pinetum i bór świeży. W olsie torfowcowym w mszystym (torfowiec nastroszony, bielistka siwa) runie występuje m.in. rosiczka okrągłolistna, w olsie porzeczkowym kilka gatunków paproci. Lasy olszowe zachowane są w dość dobrej postaci, pozostałe zaś są mniej lub bardziej zdegradowane (bór świeży w stopniu takim, że trudno określić jego dokładny status syntaksonomiczny).
Centralną część rezerwatu zajmuje otwarte torfowisko alkaliczne (mechowisko) z roślinnością ze związku Caricion davallianae. Obszary te mieszają się z roślinnością szuwarową lub łozowiskiem. Szuwar to w większości trzcinowisko z mniejszym udziałem szuwaru kosaćcowego i paprociowego oraz szuwaru turzycy prosowej. Roślinność mechowiska tworzą m.in.: wełnianka wąskolistna, wełnianka szerokolistna, bobrek trójlistkowy, fiołek błotny, sit członowaty, siedmiopalecznik błotny, świbka błotna, ponikło skąpokwiatowe, dziewięciornik błotny, kozłek całolistny oraz storczyki: kruszczyk błotny, kukułka krwista żółtawa, listera jajowata, podkolan biały, lipiennik Loesela. Domieszkę stanowią inne gatunki łąkowe, bagienne lub szuwarowe.
Zbiorowiska roślinne rezerwatu przenikają się nawzajem w skali przestrzennej i czasowej. Ze względu na zarzucenie gospodarki leśnej i łąkowej w połowie lat 80. XX w., która częściowo zbiegła się z objęciem obszaru ochroną, nastąpiła gwałtowna sukcesja ekologiczna, w wyniku której mechowisko zarasta szuwarem i łozowiskiem, które z kolei z wiekiem przekształcają się w olsy.
Według jednego z badań flora rezerwatu liczy 2 gatunki widłaków, 3 gatunki skrzypów, 7 gatunków paproci, 4 gatunki nagonasiennych i 198 okrytonasiennych, nie uwzględniono zaś mchów, wątrobowców czy glonów. Spośród nich jedynie dwa to gatunki obcego pochodzenia: dąb czerwony i czeremcha amerykańska. Również jedynie dwa to gatunki synantropijne: glistnik jaskółcze ziele i szczaw tępolistny. Większość gatunków jest charakterystyczna dla lasów (37,1% dla liściastych, 11,3% iglastych), następnie dla łąk (29,6%) i szuwarów (11,3%). Gatunki torfowiskowe to tylko 9,9% (21 gatunków), ale wśród nich są główne gatunki uznawane za cenne (rzadkie lub chronione).

## Zagrożenia i ochrona

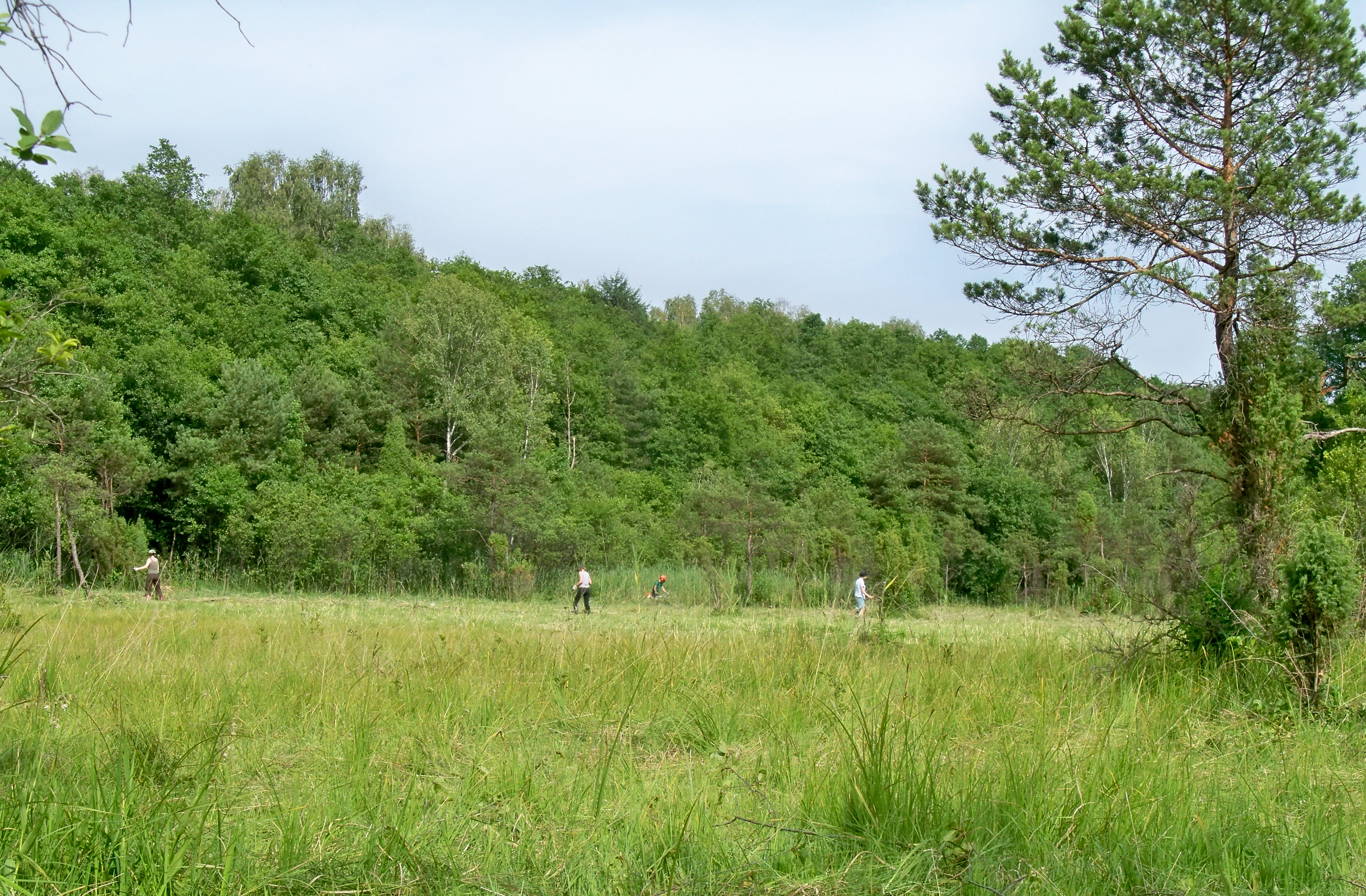
Wykaszanie trzciny na torfowisku w centralnej części rezerwatu

Wśród flory rezerwatu są dwa gatunki z Polskiej czerwonej księgi roślin (lipiennik Loesela i kukułka krwista żółtawa oraz kilka z czerwonej listy – oprócz lipiennika: goryczka wąskolistna, nerecznica grzebieniasta, rosiczka okrągłolistna, wroniec widlasty, sit czarny, kruszczyk błotny. 18 taksonów jest zagrożonych w skali lokalnej, a 16 objętych jest ochroną gatunkową. Ponadto lipiennik Loesela jest gatunkiem priorytetowym w myśl dyrektywy siedliskowej. Pozwala to na określanie Torfów Orońskich jednym z najcenniejszych obszarów chronionych w województwie mazowieckim.
Z obserwacji poczynionych w pierwszej dekadzie XXI wieku wynika, że stan populacji większości cennych gatunków maleje. Przyczyny tego zagrożenia to obniżenie poziomu wód gruntowych w wyniku melioracji i porzucenie użytkowania. Ich skutkiem jest sukcesja roślinności szuwarowej i leśnej, zwłaszcza trzciny i wierzb oraz eutrofizacja podłoża. Stosunkowo małym zagrożeniem jest natomiast wyrąb i penetracja przez ludzi. W związku z tym w ramach ochrony czynnej prowadzona jest wycinka zakrzaczeń i wykaszanie szuwarów z obszaru mechowiska. Usuwanie wysokich roślin pozwala na rozwój gatunków mechowiskowych, a usuwanie biomasy hamuje eutrofizację. Akcja organizowana jest przez Centrum Ochrony Mokradeł.

## Powiązanie z innymi obszarami chronionymi
Rezerwat wchodzi w skład obszaru mającego znaczenie dla Wspólnoty PLH140023 Bagna Orońskie.